# Internationaler Versöhnungsbund
Der Internationale Versöhnungsbund (engl. International Fellowship of Reconciliation, IFOR) ist eine Friedensorganisation, die im Oktober 1919 aus dem am 2. August 1914, d. h. unmittelbar zu Beginn des Ersten Weltkrieges von Christen gegründeten Weltbund für Freundschaftsarbeit der Kirchen hervorging und heute Angehörige unterschiedlicher religiöser Bekenntnisse und Weltanschauungen umfasst. Heute tritt er in über 40 Ländern für eine Kultur der Gewaltlosigkeit ein und arbeitet so für Frieden und Menschenrechte und gegen Krieg, Militarisierung und alle Formen von Gewalt.

## Internationaler Verband
Der internationale Verband gliedert sich in über 65 Zweige, Gruppen und assoziierte Mitglieder, die auch die Hauptträger seiner Arbeit sind. Sein Büro befindet sich in Utrecht, Niederlande. Schwerpunkt des internationalen Büros ist die Unterstützung in 5 Bereichen:
- die Dekade für eine Kultur des Friedens und der Gewaltfreiheit für die Kinder der Welt der Vereinten Nationen
- die Erziehung zur Gewaltlosigkeit und Ausbildung in gewaltfreien Aktionen
- die Förderung von Jugendlichen, damit sie Verantwortung in ihren Gesellschaften übernehmen können
- die interreligiöse Zusammenarbeit
- die Abrüstung.

Wichtige Mitglieder waren/sind die sechs Nobelpreisträger Jane Addams, Emily Greene Balch, Chief Albert Luthuli, Martin Luther King, Mairead Corrigan-Maguire und Adolfo Maria Pérez Esquivel sowie seine Reisesekretäre Jean Lasserre, Jean Goss und Hildegard Goss-Mayr.
Zudem war der Versöhnungsbund maßgeblich an Initiativen beteiligt, die zur Gründung von War Resisters International, Eirene, amnesty international, Peace Brigades International, Nonviolent Peaceforce und anderen Nichtregierungsorganisationen führten.
Der Internationale Versöhnungsbund hat Beratungsstatus bei den Vereinten Nationen. Er war Mitglied der Internationalen Koordination für die Dekade für eine Kultur des Friedens und der Gewaltfreiheit für die Kinder der Welt (2001–2010).
Der Internationale Versöhnungsbund ist Partnerorganisation der Internationalen Kampagnen zur Abschaffung von Atomwaffen.

## Deutscher Zweig
Der deutsche Zweig gehörte 1919 unter der Leitung der protestantischen Pfarrers Friedrich Siegmund-Schultze zu den Gründungsmitgliedern des Internationalen Versöhnungsbundes. Er und der britische Quäker Henry Hodgkin hatten sich am Vorabend des Ersten Weltkrieges das Versprechen gegeben, Krieg und Gewalt nicht zu rechtfertigen und sich nicht gegeneinander aufhetzen zu lassen. Zu den Vorstandsmitgliedern in dieser Zeit zählten der Theologe Alfred Dedo Müller und der Reformpädagoge Waldus Nestler. Mitglieder waren u. a. der Reformpädagoge und sozialchristlich orientierte Nikolaus Ehlen. Zum Jugendsekretär gewählt wurde 1931 der junge Theologe Dietrich Bonhoeffer.
Im Zweiten Weltkrieg wurden viele Mitglieder des deutschen Versöhnungsbundes inhaftiert, weil sie den Dienst mit der Waffe verweigerten; zwei von ihnen – der katholische Priester Max Josef Metzger und der evangelische Publizist Hermann Stöhr – wurden u. a. wegen dieser Entscheidung zum Tode verurteilt.
Nach dem Krieg sah man sich vor neue Aufgaben gestellt: die Versöhnungsarbeit zwischen West und Ost, die Solidarität im Einsatz für Befreiung in Ländern der 2/3 Welt, der Erhalt der natürlichen Lebensgrundlagen.
Die Arbeit des Verbandes trug auch in Deutschland zur Gründung vieler wichtiger Initiativen in der Friedensarbeit bei, darunter Aktion Sühnezeichen, Ohne Rüstung Leben, Bund für Soziale Verteidigung, Kampagne gegen Rüstungsexport, dem Forum Ziviler Friedensdienst. Der Verband ist Mitglied in der Zentralstelle für Recht und Schutz der Kriegsdienstverweigerer aus Gewissensgründen. Die Zeitschrift „Gewaltfreie Aktion. Vierteljahreshefte für Frieden und Gerechtigkeit“ war mit den Redakteuren Theodor Ebert und Gernot Jochheim persönlich und zeitweilig auch organisatorisch verbunden.
Jetzige Arbeitsschwerpunkte sind die öffentliche Aufklärung gegen Kriegsbestrebungen (z. B. im Irak, Iran und auf dem Balkan) und die Förderung von Jugendaustausch und Freiwilligendiensten auf der Basis der Philosophie der Gewaltlosigkeit sowie die Bemühungen, den Friedensgedanken in die verfassten Kirchen hineinzutragen.
Der Verband in Deutschland hat 2020 etwas über 800 Mitglieder und seine Geschäftsstelle in Minden. Der Präsident des Verbandes ist seit 2010 Ullrich Hahn, Vorsitzender ist seit Mai 2024 Rudolf Mehl. Vorgänger waren u. a. Annette Nauerth (2018–2024), Berthold Keunecke (2016–2018), Pfarrer Matthias-W. Engelke (2010–2016), Ullrich Hahn (1995–2010), Konrad Lübbert (bis 1995), Heinz Kloppenburg (1958–1969), Rudolf Daur und Alfred Dedo Müller (1925–1927).

## Österreichischer Zweig
Der Zweig wurde nach dem Krieg im Jahre 1953 wesentlich von Hildegard Goss-Mayr neu begründet. Von besonderer Bedeutung ist das jahrzehntelange Engagement des Lateinamerika-Komitees. Der Vorsitzende Erwin Waldschütz war 1976–1978 der Motor einer österreichweiten Menschenrechtskampagne mit einer Plattform von über 30 Organisationen. Der Verleger, Autor und Quäker Ernst Schwarcz war Ehrenvorsitzender des Zweigs. Der Verein arbeitet beim Österreichischen Friedensdienst (ÖFD) mit. Ein bekanntes Mitglied ist Friedrich Glasl, ein Fachmann für Konfliktmanagement.

## Schweizer Zweig
In der Schweiz haben sich die beiden IFOR-Zweige Forum für Friedenserziehung und MIR Romand im März 2011 zu IFOR Schweiz – MIR Suisse zusammengeschlossen. Seit 1945 gab es einen Schweizer Zweig; seit mehreren Jahren gibt es einen deutschschweizerischen und einen französisch-schweizerischen Verein. IFOR Schweiz hat rund 400 Mitglieder.